# هتل تیبستی
هتل تیبستی (عربی: فندق تيبستي) بزرگترین هتل «بنغازی» در لیبی است و در منطقه «سیدی حسین» واقع شده‌است. این هتل مشرف به «دریاچه بنغازی» و «خیابان جمال عبدالناصر» است. این هتل دارای رستوران‌ها و اماکن تجاری و دفاتر شرکت‌های هواپیمایی بین‌المللی است. این هتل در نوع خود جدیدترین هتل و مرتفع‌ترین ساختمان در بنغازی بشمار می‌رود. 